# Xã Cato, Quận Ramsey, Bắc Dakota
Xã Cato (tiếng Anh: Cato Township) là một xã thuộc quận Ramsey, tiểu bang Bắc Dakota, Hoa Kỳ. Năm 2010, dân số của xã này là 17 người.